# Kosmoceratidae
Kosmoceratidae – rodzina amonitów z rzędu Ammonitida i nadrodziny Stephanocerataceae, której przedstawiciele występowali niemal na całym świecie od środkowej jury do wczesnej kredy. Kosmoceratidae są jedną z prawdopodobnie najbardziej polimorficznych grup jurajskich amonitów. Należą do niej rodzaje:
- Kosmoceras
- Kepplerites
- Gulielmites
- Sigaloceras